# یوگوا
یوگوا (به استونیایی: Jõgeva) یکی از شهرهای کشور استونی است.
این شهر در سال ۲۰۱۱ میلادی ۵٬۵۰۱ نفر جمعیت داشته است.

## نگارخانه

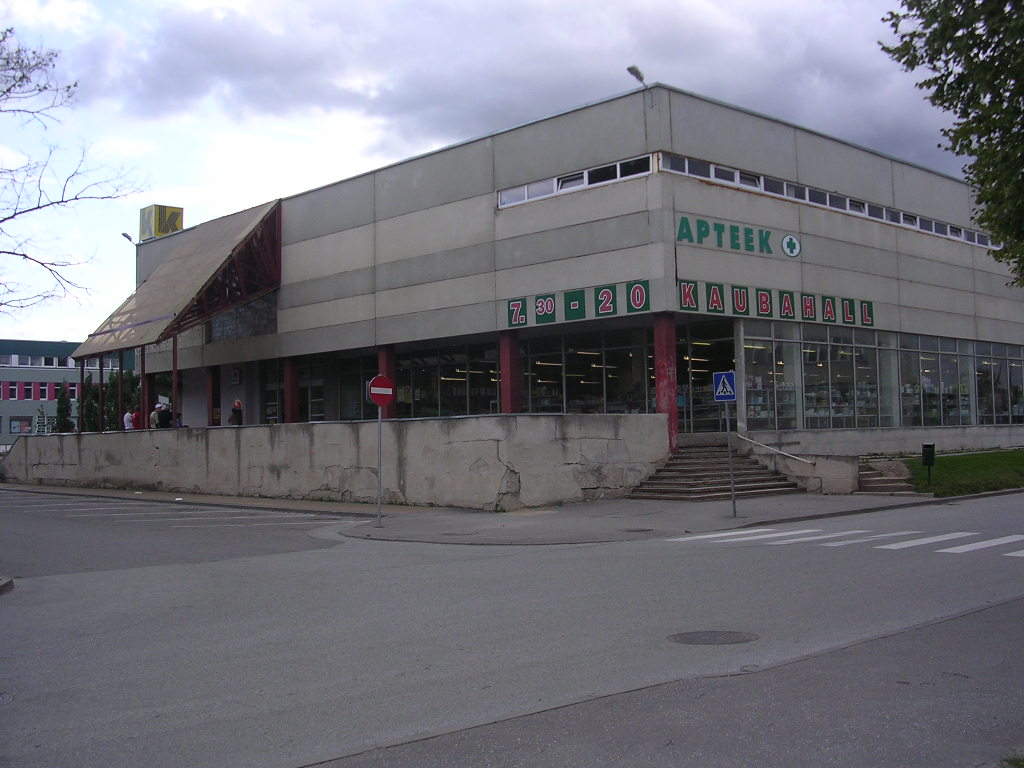
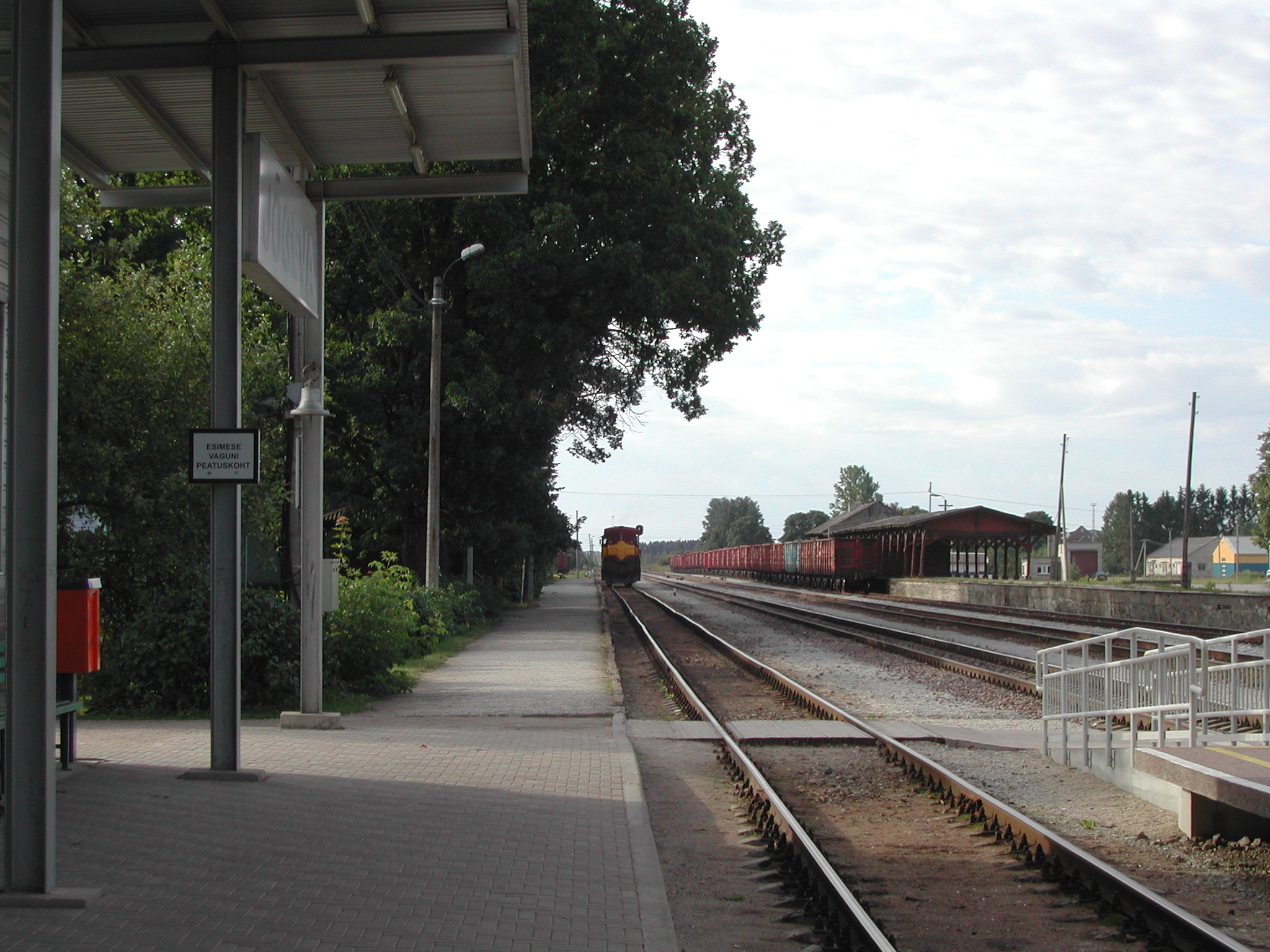
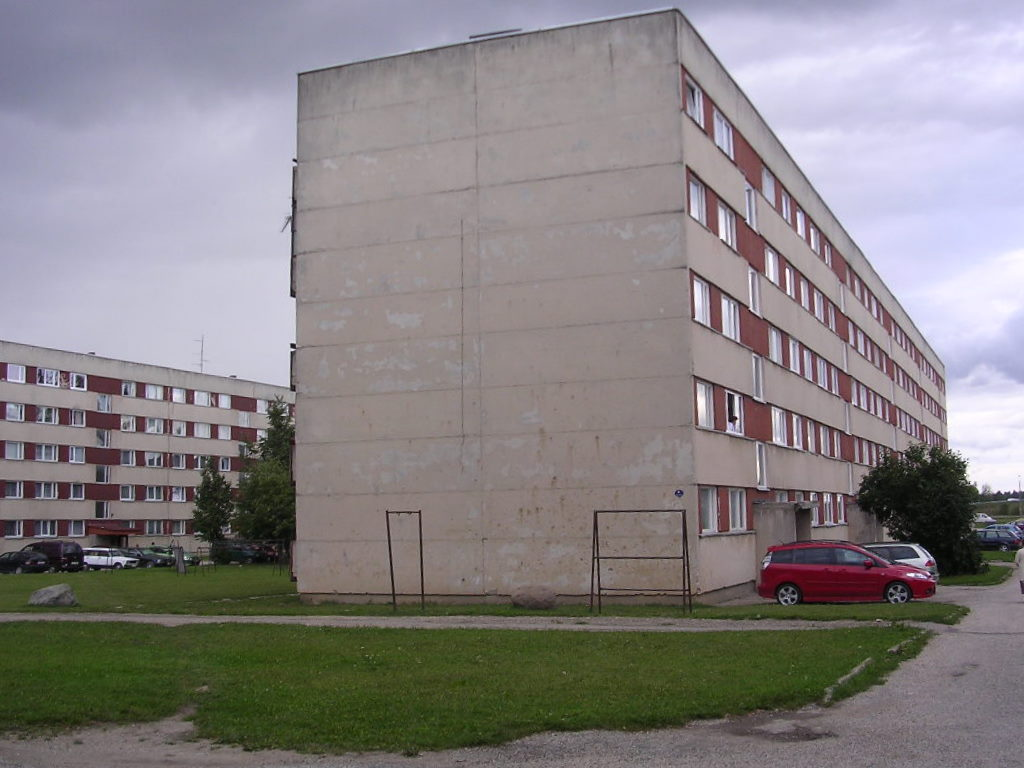
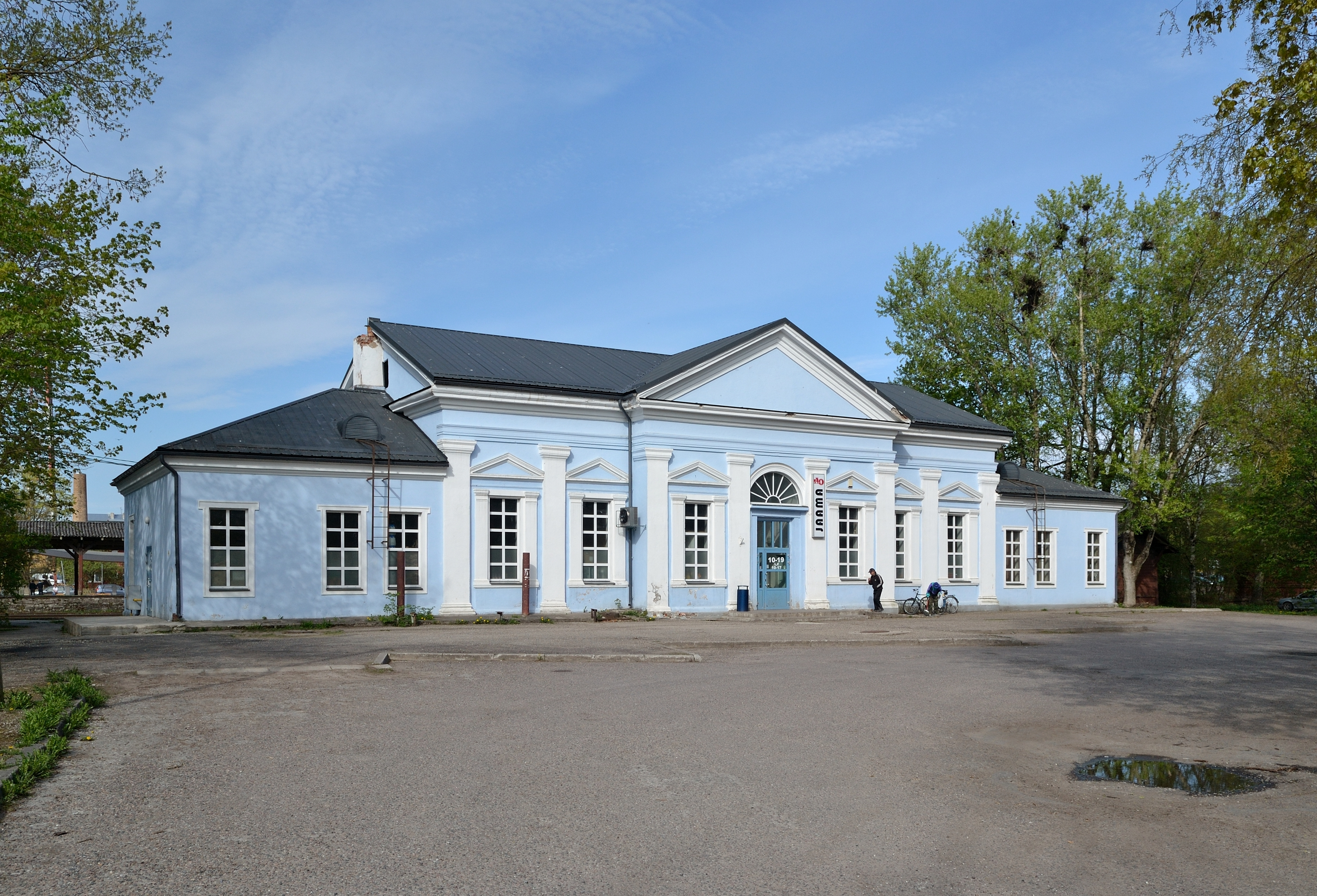
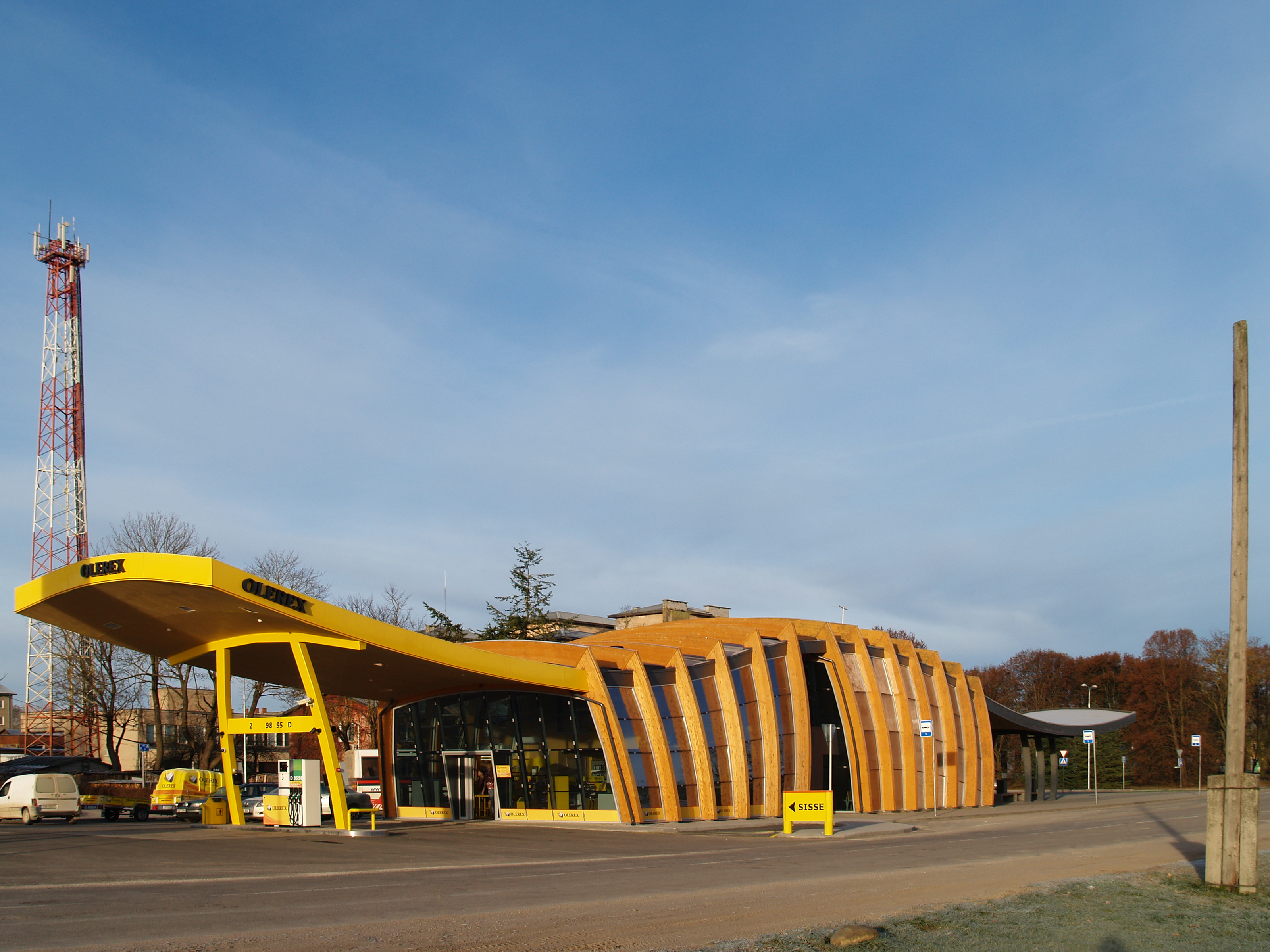
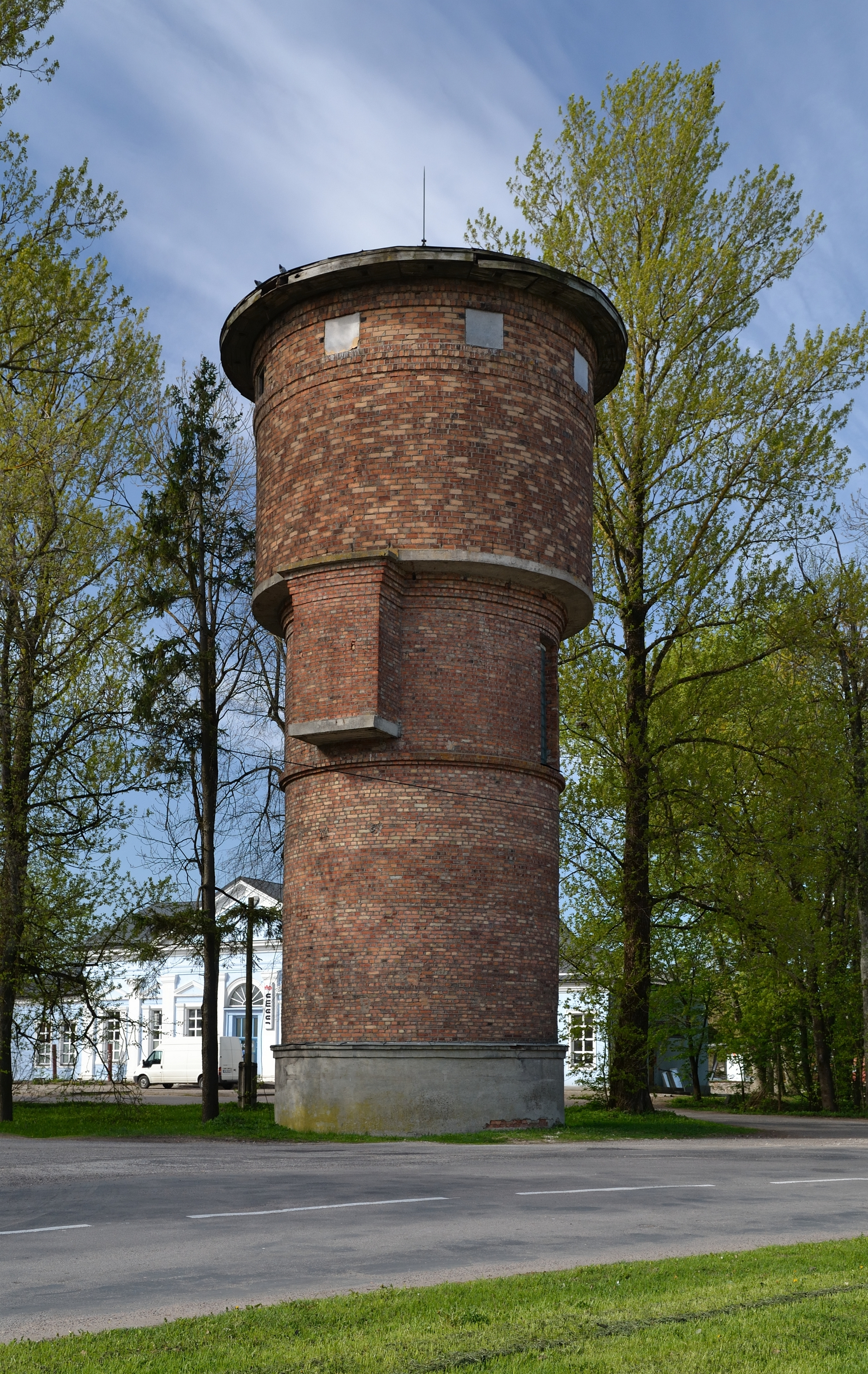
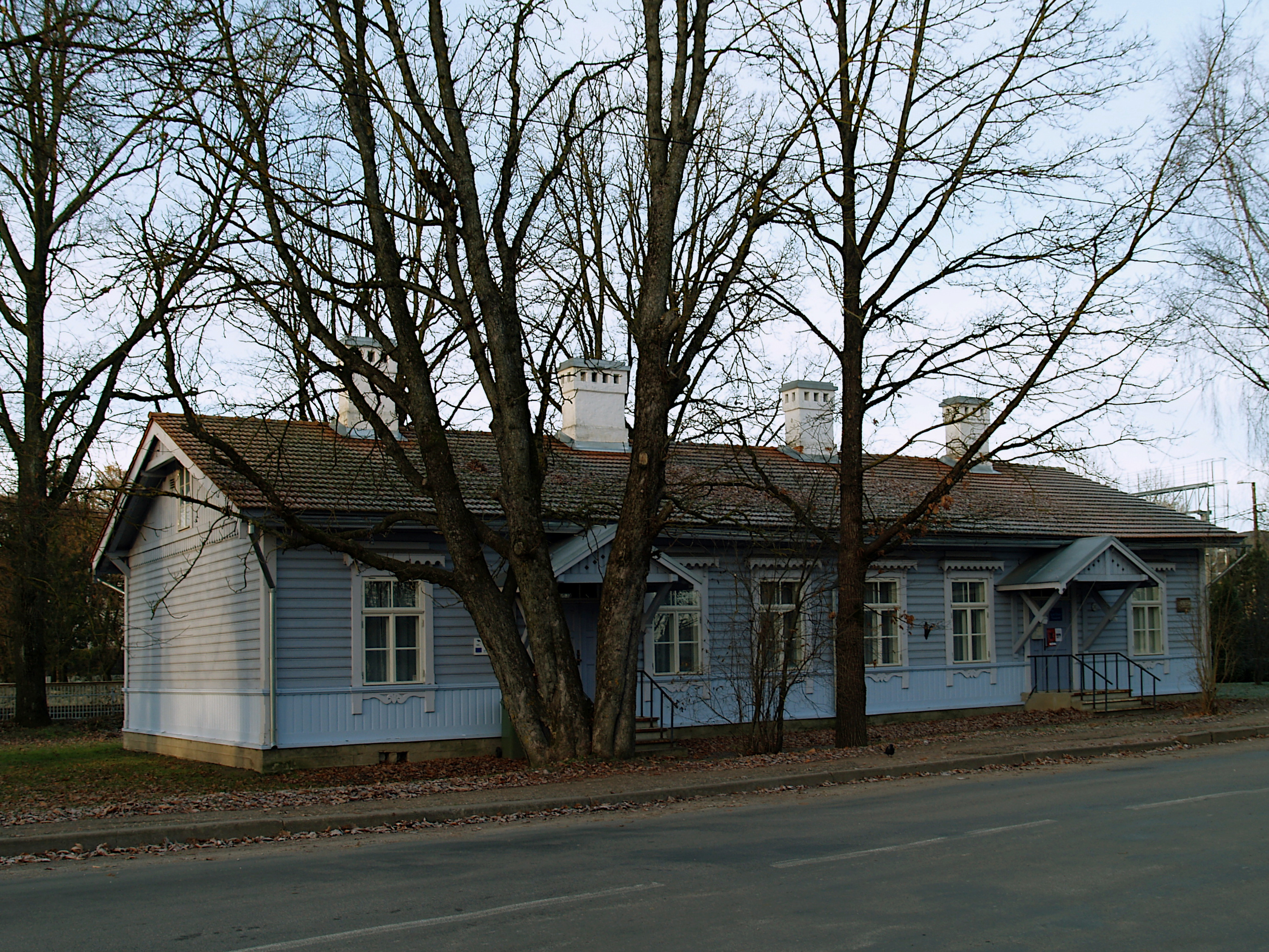
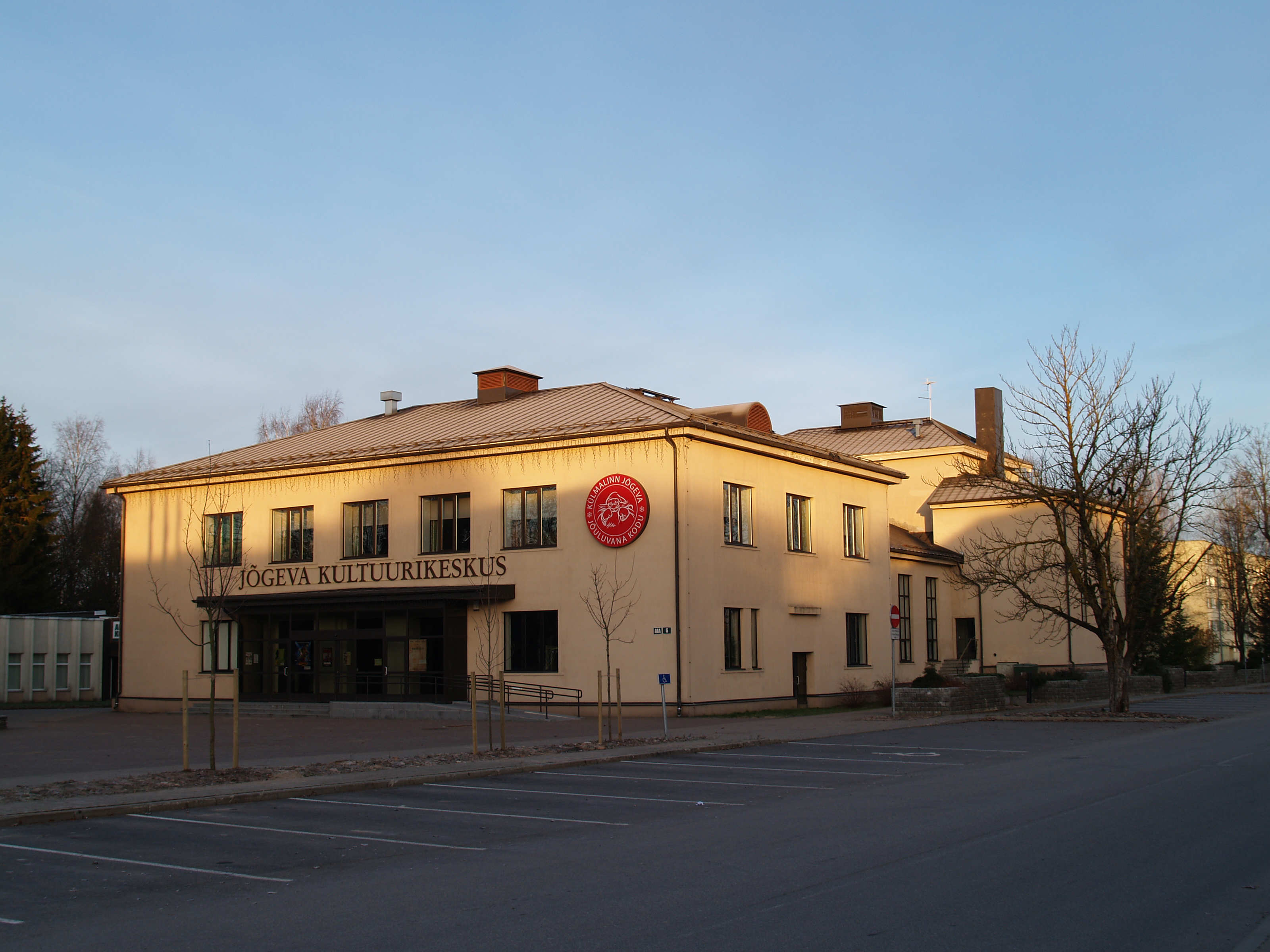

## شهرهای خواهرخوانده
شهرهای خواهرخوانده:
- کارینا, فنلاند
- کارلستاد, سوئد
- کئورو, فنلاند